# 蜂洞狂蛛
蜂洞狂蛛（学名：Zelotes foveolata）为平腹蛛科狂蛛属的动物。在中国大陆，分布于北京等地。该物种的模式产地在北京。